# Stevan Pozder
Stevan Pozder (Sombor, 15. kolovoza 1929.), bio je vojvođanski nogometaš i nogometni trener. Legenda je somborskog nogometa. Igrao je i kao lijevo i desno krilo. Isticao se brzinom i znanjem kvalitetna igranja objema nogama, a jedan je od igrača koji je postizao pogotke iz udaraca iz kuta.

## Životopis
Rodio se u Somboru 1929. godine. Nogomet je zaigrao u mladoj dobi. Već 1943. je igrao za mladež ZTK, gdje ga je primijetio poznati trener i nogometaš G. Albert. Pozder je poslije igrao u somborskoj Bačkoj, ŽAK-u, subotičkom Spartaku te u somborskom Radničkom. 1952. godine članom je jugoslavenske reprezentacije ”Željezničara” s kojom je u Bruxellesu osvojio prvo mjesto. Bio je vrsni napadač. 1958./59. je njegov Radnički završio na 3. mjestu s 28 bodova, 5 bodova iza OFK Beograda i bod iza subotičkog Spartaka. Bili su sastav s najviše postignutih pogodaka (59), bolje od pobjednika lige OFK Beograda koji je postigao 52. Igrači Radničkog su te sezone bili najbolji strijelci lige: Radivoj Popović je postigao 19, a Stevan Pozder 18, dok je primjerice Spartakov Tihomir Ognjanov bio tek 5. strijelac s 15 postignutih pogodaka. 1959./60. su ispali u Kupu u 1. krugu od Novog Sada. U Drugoj saveznoj ligi Istok su bili sedmi. Drugi strijelac lige s 19 pogodaka bio je Stevan Pozder, iza Tome Jakimovskog iz prilepske Pobede (22). 1962. je godine Radnički do četvrzavršnice Kupa Jugoslavije. U šesnaestini završnice su u Nikšiću pobijedili domaći Čelik 4:2, u osmini završnice splitski Hajduk rezultatom 1:0, a strijelac je bio Stevan Pozder. Neko je vrijeme igrao za zrenjaninski Proleter. Iako su ga veliki klubovi poput zagrebačkog Dinama, splitskog Hajduka i beogradske Crvene zvezde pozivali u svoje redove, izabrao je Sombor za svoje konačno igračko odredište. Igračku je karijeru okončao 1963. godine.
Nakon dvadesetogodišnje igračke karijere, posvetio se trenerskom poslu u kojem je bio od 1963. do 1985. godine. Trenirao je u BiH kakanjski Rudar, zenički Čelik, dobojsku Slogu, travnički Borac, u Sloveniji Muru iz Murske Sobote, srbijanske ligaše FAP-a iz Priboja i Novi Pazar, kosovski Vlaznimi iz Đakovice, te od vojvođanskih klubova matični somborski Radnički i bajmočki Radnički.
Trenirajući kakanjskog Rudara, prepoznao je kvalitetu Sulejmana Demira, poslije poznatog centarhalfa Sarajeva.